# Elezioni suppletive per la Camera dei rappresentanti degli Stati Uniti d'America del 1804
Nel corso del 1804 si tennero elezioni suppletive per la Camera dei rappresentanti per eleggere deputati della Camera nei distretti rimasti vacanti. 

## Risultati

### 1º distretto congressuale di New York
Le elezioni suppletive nel 1º distretto congressuale di New York si sono tenute dal 24 al 26 aprile, in seguito alle dimissioni di John Smith, eletto senatore.
| Partito                            | Partito                                               | Candidato                          | Risultati 28-28 aprile | Risultati 28-28 aprile |
| Partito                            | Partito                                               | Candidato                          | Voti                   | %                      |
| ---------------------------------- | ----------------------------------------------------- | ---------------------------------- | ---------------------- | ---------------------- |
|                                    | Democratico-Repubblicano                              | Eliphalet Wickes                   | 1 052                  | 36,30                  |
|                                    | Democratico-Repubblicano                              | Samuel Riker                       | 1 044                  | 36,02                  |
|                                    | Federalista                                           | Joshua Smith                       | 802                    | 27,67                  |
|                                    |                                                       |                                    |                        |                        |
| Iscritti                           | Iscritti                                              | Iscritti                           | 2 901                  | 100,00                 |
| ↳ Votanti (% su iscritti)          | ↳ Votanti (% su iscritti)                             | ↳ Votanti (% su iscritti)          | 2 901                  | 100,00                 |
| ↳ Voti validi (% su votanti)       | ↳ Voti validi (% su votanti)                          | ↳ Voti validi (% su votanti)       | 2 898                  | 99,90                  |
| ↳ Schede non valide (% su votanti) | ↳ Schede non valide (% su votanti)                    | ↳ Schede non valide (% su votanti) | 3                      | 0,10                   |
| ↳ Astenuti (% su iscritti)         | ↳ Astenuti (% su iscritti)                            | ↳ Astenuti (% su iscritti)         | 0                      | 0,00                   |
|                                    |                                                       |                                    |                        |                        |
|                                    | Esito: collegio confermato a Democratico-Repubblicano |                                    |                        |                        |

### 2º distretto congressuale di New York
Le elezioni suppletive nel 2º distretto congressuale di New York si sono tenute dall'11 al 13 settembre, in seguito alle dimissioni di Daniel D. Tompkins, nominato giudice della Corte Suprema dello Stato di New York.
| Partito                            | Partito                                               | Candidato                          | Risultati 11-13 settembre | Risultati 11-13 settembre |
| Partito                            | Partito                                               | Candidato                          | Voti                      | %                         |
| ---------------------------------- | ----------------------------------------------------- | ---------------------------------- | ------------------------- | ------------------------- |
|                                    | Democratico-Repubblicano                              | Gurdon S. Mumford                  | 1 119                     | 84,20                     |
|                                    | Indipendente                                          | George I. Warner                   | 210                       | 15,80                     |
|                                    |                                                       |                                    |                           |                           |
| Iscritti                           | Iscritti                                              | Iscritti                           | 1 329                     | 100,00                    |
| ↳ Votanti (% su iscritti)          | ↳ Votanti (% su iscritti)                             | ↳ Votanti (% su iscritti)          | 1 329                     | 100,00                    |
| ↳ Voti validi (% su votanti)       | ↳ Voti validi (% su votanti)                          | ↳ Voti validi (% su votanti)       | 1 329                     | 100,00                    |
| ↳ Schede non valide (% su votanti) | ↳ Schede non valide (% su votanti)                    | ↳ Schede non valide (% su votanti) | 0                         | 0,00                      |
| ↳ Astenuti (% su iscritti)         | ↳ Astenuti (% su iscritti)                            | ↳ Astenuti (% su iscritti)         | 0                         | 0,00                      |
|                                    |                                                       |                                    |                           |                           |
|                                    | Esito: collegio confermato a Democratico-Repubblicano |                                    |                           |                           |

### 12º distretto congressuale del Massachusetts
Le elezioni suppletive nel 12º distretto congressuale del Massachusetts si sono tenute il 17 settembre, in seguito alle dimissioni di Thomson J. Skinner.
| Partito                            | Partito                                               | Candidato                          | Risultati 17 settembre | Risultati 17 settembre |
| Partito                            | Partito                                               | Candidato                          | Voti                   | %                      |
| ---------------------------------- | ----------------------------------------------------- | ---------------------------------- | ---------------------- | ---------------------- |
|                                    | Democratico-Repubblicano                              | Simon Larned                       | 1 241                  | 61,86                  |
|                                    | Federalista                                           | Daniel Dewey                       | 765                    | 38,14                  |
|                                    |                                                       |                                    |                        |                        |
| Iscritti                           | Iscritti                                              | Iscritti                           | 2 006                  | 100,00                 |
| ↳ Votanti (% su iscritti)          | ↳ Votanti (% su iscritti)                             | ↳ Votanti (% su iscritti)          | 2 006                  | 100,00                 |
| ↳ Voti validi (% su votanti)       | ↳ Voti validi (% su votanti)                          | ↳ Voti validi (% su votanti)       | 2 006                  | 100,00                 |
| ↳ Schede non valide (% su votanti) | ↳ Schede non valide (% su votanti)                    | ↳ Schede non valide (% su votanti) | 0                      | 0,00                   |
| ↳ Astenuti (% su iscritti)         | ↳ Astenuti (% su iscritti)                            | ↳ Astenuti (% su iscritti)         | 0                      | 0,00                   |
|                                    |                                                       |                                    |                        |                        |
|                                    | Esito: collegio confermato a Democratico-Repubblicano |                                    |                        |                        |

### 10º distretto congressuale della Pennsylvania
Le elezioni suppletive nel 1º distretto congressuale della Pennsylvania si sono tenute il 2 novembre, in seguito alle dimissioni di William Hoge.
| Partito                            | Partito                                               | Candidato                          | Risultati 2 novembre | Risultati 2 novembre |
| Partito                            | Partito                                               | Candidato                          | Voti                 | %                    |
| ---------------------------------- | ----------------------------------------------------- | ---------------------------------- | -------------------- | -------------------- |
|                                    | Democratico-Repubblicano                              | John Hoge                          | 477                  | 52,07                |
|                                    | Democratico-Repubblicano                              | Aaron Lyle                         | 439                  | 47,93                |
|                                    |                                                       |                                    |                      |                      |
| Iscritti                           | Iscritti                                              | Iscritti                           | 916                  | 100,00               |
| ↳ Votanti (% su iscritti)          | ↳ Votanti (% su iscritti)                             | ↳ Votanti (% su iscritti)          | 916                  | 100,00               |
| ↳ Voti validi (% su votanti)       | ↳ Voti validi (% su votanti)                          | ↳ Voti validi (% su votanti)       | 916                  | 100,00               |
| ↳ Schede non valide (% su votanti) | ↳ Schede non valide (% su votanti)                    | ↳ Schede non valide (% su votanti) | 0                    | 0,00                 |
| ↳ Astenuti (% su iscritti)         | ↳ Astenuti (% su iscritti)                            | ↳ Astenuti (% su iscritti)         | 0                    | 0,00                 |
|                                    |                                                       |                                    |                      |                      |
|                                    | Esito: collegio confermato a Democratico-Repubblicano |                                    |                      |                      |

## Riepilogo
| Data            | Stato         | Collegio | Parlamentare uscente | Partito                  | Parlamentare eletto | Partito                  |
| --------------- | ------------- | -------- | -------------------- | ------------------------ | ------------------- | ------------------------ |
| 24-26 aprile    | New York      | 1°       | John Smith           | Democratico-Repubblicano | Eliphalet Wickes    | Democratico-Repubblicano |
| 11-13 settembre | New York      | 2°       | Daniel D. Tompkins   | Democratico-Repubblicano | Gurdon S. Mumford   | Democratico-Repubblicano |
| 17 settembre    | Massachusetts | 12°      | Thomson J. Skinner   | Democratico-Repubblicano | Simon Larned        | Democratico-Repubblicano |
| 2 novembre      | Pennsylvania  | 10°      | William Hoge         | Democratico-Repubblicano | John Hoge           | Democratico-Repubblicano |